# John Carew Eccles
Sir John Carew Eccles, FRS, avstralski nevrofiziolog, nobelovec, * 27. januar 1903, Melbourne, Avstralija, † 2. maj 1997, Locarno, Švica.
Eccles je za svoje delo na področju nevrofiziologije leta 1963 prejel Nobelovo nagrado za fiziologijo ali medicino, skupaj s Hodgkinom in Huxleyjem.

## Življenje in delo
Eccles je bil že v mladosti deležen dobre izobrazbe, saj sta bila oba njegova starša učitelja. Leta 1925 je diplomiral iz medicine na Univerzi v Melbournu, nato pa se je s pomočjo štipendije za študij v tujini vpisal na Magdalenski kolidž Univerze v Oxfordu pod mentorstvom nobelovca Sir Charlesa Sherringtona. Leta 1927 je tam pričel z raziskavami refleksov in naslednje leto postal asistent. Doktoriral je leta 1928 s tezo o ekscitaciji in inhibiciji živčnih povezav. Tega leta se je poročil z Novozelandko Irene Frances Miller, s katero je imel kasneje devet otrok.
Do leta 1934 je napredoval do položaja demonstratorja na Univerzi v Oxfordu. Sherringtonova skupina se je ukvarjala v glavnem s prenosom živčnih impulzov preko sinaps, tako med nevroni v centralnem živčnem sistemu, kot med nevroni in mišičnimi vlakni. V nevrofiziologiji je to obdobje zaznamovalo rivalstvo med dvema taboroma, ki sta zagovarjala različni teoriji o mehanizmu prenosa - električno in kemično. Eccles je bil glasen nasprotnik teorije o kemičnem prenosu, ki pa se je naposled izkazala za pravilno na podlagi Katzovih meritev znotrajceličnih potencialov.
Leta 1937 se je vrnil v Avstralijo, kjer je v Sydneyjski bolnišnici prevzel vodenje medicinske raziskovalne skupine, ki se je ukvarjala z elektrofiziološkimi raziskavami živčno-mišičnih povezav pri živalih. V njegovi skupini sta med drugim delovala tudi Bernard Katz in Stephen Kuffler. Ob nastopu druge svetovne vojne so se raziskovalci preusmerili na bolj neposredno uporabne raziskave, leta 1944 pa je Katz odšel na Novo Zelandijo, kjer je postal profesor fiziologije na Univerzi Otaga. Tu je spoznal filozofa znanosti Karla Popperja, ki je nanj pustil močan vtis. Leta 1951 se je ponovno posvetil nevrofiziologiji. S sodelavci mu je kmalu uspelo z mikroelektrodo posneti električne tokove v celicah centralnega živčnega sistema. S pomočjo te tehnike so preučevali odzive na aktivnost ekscitatornih in inhibitornih sinaps.
Njegove raziskave v 1950. letih so bile posvečene predvsem biofizikalnim vidikom prenosa preko sinaps. S sodelavci je v tem času razvil osnovo, na kateri so kasneje dokazali hipotezo o ionskem mehanizmu delovanja inhibitornih sinaps. Med letoma 1952 in 1966 je bil Eccles profesor fiziologije na Avstralski narodni univerzi. V 1960. letih se je njegova raziskovalna skupina preusmerila na preučevanje organizacije nevronskih mrež v možganih, saj je postalo jasno, da samo z delovanjem sinaps ni mogoče razložiti možganskih procesov.
Raziskave je nadaljeval na Inštitutu za biomedicinske raziskave v Chicagu (ZDA), kamor je odšel leta 1966, dve leti kasneje pa na Državni univerzi New Yorka v Buffalu. Poleg raziskav na osrednjem živčevju (predvsem malih možganih) je po zgledu svojega mentorja Sherringtona razvijal filozofijo človeka, ki se sklada z znanstvenimi spoznanji o možganih kot kompleksnem sistemu. Prevzel je Popperjevo filozofijo treh svetov, kjer prvi svet predstavljajo fizični pojavi, drugi svet človekova zavest in subjektivno doživljanje zaznav, tretjega pa znanje v objektivnem smislu - znanstvene teorije, filozofski ter teološki zapisi ipd. Bil je prepričan teist in je veroval, da višja sila usmerja biološko evolucijo v materialnem svetu. Svoje filozofske razprave je izdal v več knjigah.
Leta 1968 se je ločil od Irene Frances Miller in se poročil s češko nevrofiziologinjo Heleno Táboríkovo. Leta 1975 se je upokojil in se preselil v Švico, kjer je nadaljeval s pisanjem. Umrl je 2. maja 1997 v kraju Locarno (kanton Ticino).

## Pomembnejša dela

### Monografije
- Creed R.S., Denny-Brown D., Eccles J.C., Liddell E.G.T., Sherrington C.S. (1932). Reflex Activity of the Spinal Cord. London: Oxford University Press
- Eccles J.C. (1953). The neurophysiological basic of the mind: The principles of neurophysiology. Oxford: Clarendon.
- Eccles J.C. (1957). The Physiology of Nerve Cells. Baltimore: Johns Hopkins Press.
- Eccles J.C. (1964). The Physiology of Synapses. Berlin: Springer. ISBN 038703112X.
- Eccles J.C. (1965). The brain and the unity of conscious experience. London: Cambridge University Press.
- Eccles J.C. (1969). The Inhibitory Pathways of the Central Nervous System. Liverpool: Liverpool University Press.
- Eccles J.C. (1970). Facing reality: Philosophical Adventures by a Brain Scientist. Berlin: Springer.
- Eccles J.C. (1973). The Understanding of the Brain. New York: McGraw-Hill. ISBN 0070188637.
- Popper K. & Eccles J.C. (1977). The Self and Its Brain: An Argument for Interactionism. Berlin: Springer.
- Eccles J.C. (1979). The human mystery. Berlin: Springer.
- Eccles J.C. (1980). The Human Psyche. Berlin: Springer.
- Eccles J.C. & Robinson D.N. (1984). The Wonder of Being Human - Our Brain & Our Mind. New York: Free Press.
- Eccles J.C. (ur.) (1985). Mind and Brain: The Many-Faceted Problems. New York: Paragon House. ISBN 0892260327.
- McGeer P.L., Eccles J.C., McGeer E.G. (1986). Molecular neurobiology of the mammalian brain. New York: Plenum.
- Eccles J.C. (1989). Evolution Of The Brain: Creation Of The Self. London: Routledge.
- Eccles J.C. (1994). How the Self Controls Its Brain. Berlin: Springer.

## Priznanja
Za svoje delo na področju nevroznanosti je prejel več priznanj in nagrad. Leta 1941 je bil sprejet za člana britanske Kraljeve družbe, ki mu je leta 1962 podelila Kraljevo medaljo. Leta 1958 je prejel viteški naziv.
Sprejet je bil za člana mnogih akademskih inštitucij, med njimi Avstralske akademije znanosti (med letoma 1957 in 1961 je bil njen predsednik), Nemške akademije znanosti Leopoldina, ameriške Nacionalne akademije znanosti idr.
Za raziskave ionskih mehanizmov vzdražnosti celičnih membran je leta 1963 prejel tretjino Nobelove nagrade za fiziologijo ali medicino.